# Richelieu – Drouot (stanice metra v Paříži)
Richelieu – Drouot je přestupní stanice pařížského metra mezi linkami 8 a 9. Nachází se na hranicích 2. a 9. obvodu v Paříži na křižovatce ulic Boulevard Haussmann, Boulevard des Italiens, Boulevard Montmartre, Rue de Richelieu a Rue Drouot.

## Historie
Stanice byla otevřena 5. května 1931 při prodloužení linky 8 do stanice Porte de Charenton.
Spojení mezi stanicemi Richelieu – Drouot a République je stavebně velmi zajímavý úsek, neboť jsou zde koleje linek 8 a 9 vedeny souběžně pod sebou v jednom tunelu. Stanice linky 8 se nacházejí v horním patře a stanice linky 9 v dolním. Nástupiště pro linku 9 byla otevřena 10. prosince 1933.

## Název
Jméno stanice se skládá ze dvou částí podle ulic Rue de Richelieu a Rue Drouot, které se zde kříží. Stanice tak nese jména kardinála Richelieu a generála Antoina Drouota (1774–1847), který doprovázel Napoleona na ostrov Elba.

## Památník
Na stanici byl v roce 1931 instalován památník z černého mramoru na památku zaměstnanců metra, kteří padli během první světové války. Jejich jména jsou vytesána na půlkruhové desce. Základna pomníku nese jména bitevních polí první světové války. Po druhé světové válce bylo do pravé dolní části přidáno slovo Libération (Svoboda), které upomíná na účastníky odboje z řad zaměstnanců.

## Zajímavosti v okolí
- Musée Grévin